# NGC 1435
NGC 1435, también llamada nebulosa Mérope o nebulosa de Tempel, es una nebulosa de reflexión difusa en el cúmulo abierto de las Pléyades, en la constelación de Tauro. Fue descubierta el 19 de octubre de 1859 por el astrónomo Wilhelm Tempel.
De magnitud aparente 13, NGC 1435 está enteramente iluminada por la estrella Merope (23 Tauri), que se halla totalmente rodeada por ella. Cerca de la estrella se encuentra un nudo brillante de aproximadamente medio arcmin de ancho, IC 349. NGC 1435 aparece en las fotografías de color azul por el fino polvo de carbono difundido por toda la nube. Aunque inicialmente se pensó que las Pléyades habían formado ésta y otras nebulosas circundantes, ahora se sabe que las Pléyades simplemente están atravesando la nebulosidad.